# Sofia Edvige di Sassonia-Merseburg
Sofia Edvige di Sassonia-Merseburg (Merseburg, 4 agosto 1660 – Saalfeld, 2 agosto 1686) è stata una principessa tedesca originaria della Sassonia-Merseburg e poi duchessa consorte di Sassonia-Saalfeld.

## Biografia
Era figlia del duca Cristiano I di Sassonia-Merseburg e della moglie Cristiana di Schleswig-Holstein-Sonderburg-Glücksburg.
Come le sorelle venne destinata dalla politica matrimoniale intrapresa dal padre a unirsi in matrimonio con un principe tedesco. Venne quindi data in sposa a un cugino, il duca Giovanni Ernesto di Sassonia-Saalfeld.
Il matrimonio venne celebrato a Merseburg il 18 febbraio 1680.
Adempié al suo ruolo di moglie e madre dando alla linea dei Wettin di Sassonia-Saalfeld tre eredi tra cui il successore al titolo ducale:
- Cristiana Sofia (Saalfeld, 14 giugno 1681-Saalfeld, 3 giugno 1697);
- Cristiano Ernesto (Saalfeld, 18 agosto 1683-Saalfeld, 4 settembre 1745);
- Carlotta Guglielmina (Saalfeld, 4 maggio 1685-Hanau, 5 aprile 1767), andata poi sposa a Filippo Reinardo di Hanau-Münzenberg.

Sofia Edvige morì nel 1686. Quattro anni dopo suo marito contrasse un secondo matrimonio con un'altra principessa tedesca, Carlotta Giovanna di Waldeck-Wildungen, da cui ebbe altri figli.
Alla morte di Giovanni Ernesto divenne duca Cristiano Ernesto.

## Ascendenza
|                                                           |                                               |                                        | Genitori                                       |  |  | Nonni |  |  | Bisnonni                                   |  |  | Trisnonni                             |  |
|                                                           |                                               |                                        |                                                |  |  |       |  |  | Christian I, principe elettore di Sassonia |  |  | August, principe elettore di Sassonia |  |
|                                                           |                                               |                                        |                                                |  |  |       |  |  | Christian I, principe elettore di Sassonia |  |  | August, principe elettore di Sassonia |  |
|                                                           |                                               | Anna af Danmark                        |                                                |  |  |       |  |  | Christian I, principe elettore di Sassonia |  |  |                                       |  |
| Johann Georg I, principe elettore di Sassonia             |                                               |                                        |                                                |  |  |       |  |  | Christian I, principe elettore di Sassonia |  |  |                                       |  |
|                                                           |                                               | Sophie von Brandenburg                 | Johann Georg, principe elettore di Brandeburgo |  |  |       |  |  |                                            |  |  |                                       |  |
|                                                           |                                               | Sophie von Brandenburg                 | Johann Georg, principe elettore di Brandeburgo |  |  |       |  |  |                                            |  |  |                                       |  |
|                                                           |                                               | Sophie von Brandenburg                 | Sabina von Brandenburg-Ansbach                 |  |  |       |  |  |                                            |  |  |                                       |  |
| Christian I, duca di Sassonia-Merseburg                   |                                               | Sophie von Brandenburg                 |                                                |  |  |       |  |  |                                            |  |  |                                       |  |
|                                                           |                                               | Albrecht Friedrich, duca di Prussia    | Albrecht I, duca di Prussia                    |  |  |       |  |  |                                            |  |  |                                       |  |
|                                                           |                                               | Albrecht Friedrich, duca di Prussia    | Albrecht I, duca di Prussia                    |  |  |       |  |  |                                            |  |  |                                       |  |
|                                                           |                                               | Albrecht Friedrich, duca di Prussia    | Anna Maria von Braunschweig-Lüneburg           |  |  |       |  |  |                                            |  |  |                                       |  |
| Magdalena Sibylle von Preußen                             |                                               | Albrecht Friedrich, duca di Prussia    |                                                |  |  |       |  |  |                                            |  |  |                                       |  |
|                                                           |                                               | Marie Eleonore von Jülich-Kleve-Berg   | Wilhelm, duca di Jülich-Kleve-Berg             |  |  |       |  |  |                                            |  |  |                                       |  |
|                                                           |                                               | Marie Eleonore von Jülich-Kleve-Berg   | Wilhelm, duca di Jülich-Kleve-Berg             |  |  |       |  |  |                                            |  |  |                                       |  |
|                                                           |                                               | Marie Eleonore von Jülich-Kleve-Berg   | Maria von Österreich                           |  |  |       |  |  |                                            |  |  |                                       |  |
| Sophie Hedwig von Sachsen-Merseburg                       |                                               | Marie Eleonore von Jülich-Kleve-Berg   |                                                |  |  |       |  |  |                                            |  |  |                                       |  |
|                                                           | Johann, duca di Schleswig-Holstein-Sonderburg | Christian III, re di Danimarca         |                                                |  |  |       |  |  |                                            |  |  |                                       |  |
|                                                           | Johann, duca di Schleswig-Holstein-Sonderburg | Christian III, re di Danimarca         |                                                |  |  |       |  |  |                                            |  |  |                                       |  |
|                                                           | Johann, duca di Schleswig-Holstein-Sonderburg | Dorothea von Sachsen-Lauenburg         |                                                |  |  |       |  |  |                                            |  |  |                                       |  |
| Philipp, duca di Schleswig-Holstein-Sonderburg-Glücksburg | Johann, duca di Schleswig-Holstein-Sonderburg |                                        |                                                |  |  |       |  |  |                                            |  |  |                                       |  |
|                                                           |                                               | Elisabeth von Braunschweig-Grubenhagen | Ernst III, principe di Brunswick-Grübenhagen   |  |  |       |  |  |                                            |  |  |                                       |  |
|                                                           |                                               | Elisabeth von Braunschweig-Grubenhagen | Ernst III, principe di Brunswick-Grübenhagen   |  |  |       |  |  |                                            |  |  |                                       |  |
|                                                           |                                               | Elisabeth von Braunschweig-Grubenhagen | Margarethe von Pommern-Wolgast                 |  |  |       |  |  |                                            |  |  |                                       |  |
| Christiana von Schleswig-Holstein-Sonderburg-Glücksburg   |                                               | Elisabeth von Braunschweig-Grubenhagen |                                                |  |  |       |  |  |                                            |  |  |                                       |  |
|                                                           |                                               | Franz II, duca di Sassonia-Lauenburg   | Franz I, duca di Sassonia-Lauenburg            |  |  |       |  |  |                                            |  |  |                                       |  |
|                                                           |                                               | Franz II, duca di Sassonia-Lauenburg   | Franz I, duca di Sassonia-Lauenburg            |  |  |       |  |  |                                            |  |  |                                       |  |
|                                                           |                                               | Franz II, duca di Sassonia-Lauenburg   | Sibylle von Sachsen                            |  |  |       |  |  |                                            |  |  |                                       |  |
| Sophie Hedwig von Sachsen-Lauenburg                       |                                               | Franz II, duca di Sassonia-Lauenburg   |                                                |  |  |       |  |  |                                            |  |  |                                       |  |
|                                                           |                                               | Maria von Braunschweig-Wolfenbüttel    | Julius, principe di Brunswick-Wolfenbüttel     |  |  |       |  |  |                                            |  |  |                                       |  |
|                                                           |                                               | Maria von Braunschweig-Wolfenbüttel    | Julius, principe di Brunswick-Wolfenbüttel     |  |  |       |  |  |                                            |  |  |                                       |  |
|                                                           |                                               | Maria von Braunschweig-Wolfenbüttel    | Hedwig von Brandenburg                         |  |  |       |  |  |                                            |  |  |                                       |  |
|                                                           |                                               | Maria von Braunschweig-Wolfenbüttel    |                                                |  |  |       |  |  |                                            |  |  |                                       |  |